# Mễ Thủy
Mễ Thủy (tiếng Trung: 洣水镇; bính âm: Mǐshuǐ Zhèn) là một thị trấn và là quận lỵ của huyện Hành Đông ở Hồ Nam, Trung Quốc. Thị trấn có diện tích 131,8 km2 (50,9 dặm vuông Anh) với dân số 150.000 hộ gia đình (tính đến năm 2017). Thị trấn Mễ Thủy có 20 làng và 8 cộng đồng thuộc quyền quản lý, nơi đặt trụ sở là Nghinh Tân xã khu (迎宾社区).